# Nadabius coloradensis
Nadabius coloradensis är en mångfotingart som först beskrevs av Cockerell 1893.  Nadabius coloradensis ingår i släktet Nadabius och familjen stenkrypare. Inga underarter finns listade i Catalogue of Life.